# Abdallah ibn Husain al-Ahmar
Abdallah ibn Husain al-Ahmar (vollständiger Name: Abdullah bin Husain bin Nasser bin Mabchut al-Ahmar, arabisch عبد الله بن حسين الأحمر, DMG ʿAbdallāh ibn Ḥusain al-Aḥmar; * 1933 in Hesin Habour; † 28. Dezember 2007 in Riad, Saudi-Arabien) war ein jemenitischer Politiker und Stammesführer. Er war von 1993 bis zu seinem Tod Präsident des jemenitischen Parlaments.

## Leben

### Jugend
Sheikh Abdullah al-Ahmar war Oberscheich der Haschid-Stammeskonföderation, deren Gebiet im Nordwesten und im Norden des Jemen liegt. Er erhielt seine Grundschulbildung in einer kleinen Kottab nahe Hesin Habour, wo er Lesen, Schreiben und den Koran erlernte. Sein Vater Sheikh Husain ibn Nasser al-Ahmar († 1959) wurde vom Herrscher des Jemen Imam Yahya Muhammad Hamid ad-Din und von dessen Sohn und Nachfolger Ahmad ibn Yahya ibn Mohammed Hamid ad-Din immer mit Misstrauen beobachtet. Um den Vater unter Kontrolle zu behalten, wurde Abdullahs älterer Bruder Hamid ibn Husain al-Ahmar von Imam Ahmed als Geisel gehalten. Daher gingen Hamids Aufgaben für Familienangelegenheiten auf den jüngeren Bruder Abdullah über, der sich um Haus und Hof, den Empfang der Gäste, die Arbeiter und Hirten sowie den Viehbestand in Al-Osaimat und den der Familie al-Ahmar zugehörigen Bezirken in der Hajjah  Provinz zu kümmern hatte.
Sein Vater Sheikh Husain war von Imam Ahmed wegen des Verdachtes der Unterstützung der Freien Jemeniten bei der Ermordung von Imam Yahya und dem folgenden erfolglosen Putsch von 1948 interniert worden. In Verhandlungen mit Imam Ahmed in Taizz versuchte der Sohn Abdullah drei Jahre lang vergeblich, seinen Vater und seinen als Geisel gehaltenen Bruder zu befreien. Schließlich konnte er Imam Ahmed dazu bewegen, den Vater zur Regelung von Stammesangelegenheiten für ein Jahr aus dem Gefängnis zu beurlauben und dem Bruder im Heimatdorf die Hochzeit zu ermöglichen. Dafür wurde Abdullah selbst für insgesamt drei Jahre als Bürge inhaftiert. Hamid al-Ahmar freundete sich Anfang der 1950er Jahre mit dem späteren Kronprinzen Muhammad al-Badr an, der ihn zeitweise zu einem der Anführer seiner persönlichen Leibwache („Ukfah“) machte.
Als Imam Ahmed im Frühjahr 1959 zu einer medizinischen Behandlung nach Rom reiste, übernahmen Sheikh Husain und sein Sohn Hamid eine führende Rolle im wachsenden Widerstand gegen die despotische Herrschaft des Imams. Um der wachsenden Unruhe Herr zu werden, hatte Kronprinz Mohammed al-Badr während der medizinischen Behandlung des Vaters in Italien im Sommer 1959 Bestechungsgelder an die nördlichen Stämme gezahlt. Nach seiner Rückkehr aus Rom forderte Imam Ahmed in Hodeida in einer drohenden Rede, die in seinen Augen überhöhten Subventionen zurück und drohte, er werde Feuer über jeden Roten (arab.: Ahmar) und Grünen (arab.: Achdar) bringen, der sich dieser Aufforderung widersetze. In der Folge kam es zu Aufständen und Auseinandersetzungen mit den nördlichen Stämmen.
Angeblich um die entstandene angespannte Atmosphäre zu entschärfen, lud Imam Ahmed, der vorletzte König des Königreich Jemen, Anfang Oktober 1959 Sheikh Husain, der seine Stammeskrieger in der Nähe von Huth zusammengerufen hatte, unter Zusicherung freien Geleits in die Hauptstadt nach Sanaa ein. Dort lehnte Husain eine Rückzahlung erneut ab. Imam Ahmed ließ ihn daraufhin festnehmen. Inzwischen wurde auch sein Sohn Hamid nach kurzer Gegenwehr in der nördlichen al-Dschauf Provinz im Dahr al-Dhomain verhaftet und mit dem Flugzeug zunächst nach Hodeida und von dort mit dem Vater gemeinsam in das Gefängnis nach Hajjah gebracht. Dort wurde auf Anweisung des Imams zunächst Hamid und zwei Wochen später auch der Vater Husain enthauptet. Währenddessen hatte Imam Ahmed auch eine militärische Operation gegen den Stamm der Hashid eröffnet und Häuser zerstören und das Vermögen der al-Ahmars beschlagnahmen lassen. Andere Quellen sprechen davon, dass Imam Ahmed die Enthauptung Husains und Hamids nach einem heftigen Wortgefecht in einem Wutanfall in dem von ihm bevorzugten Heilbad Ain Sukhna in der Nähe von Hodeidah befohlen hätte.
Sheikh Abdullah hatte sich zeitgleich mit diesen Ereignissen ebenfalls nach Ain Sokhna begeben, um dort im Auftrag seines Vaters an den offiziellen Empfängen und Feiern zur Rückkehr Imam Ahmeds aus Italien teilzunehmen. Von dort lockte man ihn unter dem Vorwand, dort seinen Vater zu treffen, nach al-Hudaida, setzte ihn aber im Gefängnis fest und deportierte ihn fünfzehn Tage später in das Gefängnis nach Al-Mahabisha, wo er bis zum Ausbruch der Revolution am 26. September 1962 drei Jahre blieb. In Ain Sukhna und anschließend im Gefängnis lernte Sheikh Abdullah vielen Würdenträger, Sheiks, Wissenschaftler, Politiker und Intellektuelle kennen, die später in der Revolution und darüber hinaus eine wichtige Rolle spielen sollten. Die Verletzung der alten Stammesregel des freien Geleits führte zu einem Bruch zwischen der Hamid al-Din Familie und der Stammesföderation der Hashid, was nach der September-Revolution 1962 nicht unerheblich zum Ende des Imamates beitrug.

### Umsturz
Als am Abend des 26. September 1962 mit dem Angriff auf den Al-Bashaer-Palast des Imams in Sanaa der Umsturz begann, wurde Sheikh Abdullah auf Veranlassung des Anführers und später ersten Präsident der Jemenitischen Arabischen Republik, Oberst Abdullah as-Sallal, befreit. Tags darauf begab er sich in Begleitung von Soldaten und Würdenträgern, deren Unterstützung er für die Revolution gesichert hatte, nach Abs nördlich von Hajjah, wo er von Stammesvertretern als Ehrengast empfangen wurde. Zwar gelang es nicht, den nach Norden geflohenen Imam Mohammed al-Badr zu verfolgen und festzunehmen, in dem nun folgenden Bürgerkrieg (1962 bis 1970) leisteten Sheikh Abdullah und die von ihm geführten Hashid-Stämme jedoch trotz fluktuierender politischer Verhältnisse mit den in und um Khamir versammelten 50.000 Stammeskriegern bis in den Januar 1970 hinein einen wichtigen, wenn nicht gar entscheidenden Beitrag zur Verteidigung der Revolution. Am vierten Tag der Revolution kam es in Sanaa zu einem Treffen zwischen Sheikh Abdullah und dem Dichter und Politiker Mohammed Mahmoud al-Zubairi. Die von Respekt und Bewunderung geprägte Beziehung der beiden Männer dauerte bis zur Ermordung al-Zubairis am 16. April 1965 an. Sheikh Abdullah sah al-Zubairi als Symbol der jemenitischen Revolution gegen die Autokratie des Imamats, während al-Zubairi in Sheikh Abdullah den Helden der Revolution und das Bollwerk gegen die Rückkehr der Hamid ad-Din-Familie und Unterdrückung und Rückständigkeit sah.
Unter Führung von al-Zubairi standen beide gegen den von Ägypten beeinflussten pro-militärischen Flügel unter Präsident as-Sallal und für eine auf innere Aussöhnung und auf Reform gerichtete pro-republikanische Politik. Als in der Folge der Ermordung al-Zubairis Präsident as-Sallal am 18. April 1965 den Premierminister General Hassan al-Amri durch Ahmad Muhammad Numan ersetzte, wurde das nördlich von Sanaa im Stammesgebiet der Hashid gelegene Khamir zum militärischen und politischen Zentrum der Revolution. In der Stadt, die bereits vorher Ziel jemenitischer Intellektueller, Sheikhs und Offiziere war, die al-Zubairi in seinem Aufruf zum Frieden und zur inneren Versöhnung unterstützt hatten, wurde vom 30. April bis 5. Mai 1965 eine Friedenskonferenz abgehalten. Später als „zweite jemenitische Revolution“ bezeichnet, machte sie, obwohl die Royalisten ihre Teilnahme verweigert hatten, in radikaler Abwendung von ihrer bisherigen Politik den ersten Versuch, gemeinsam mit den Royalisten eine friedliche Lösung des Bürgerkriegs zu finden. Da dies auf den heftigen Widerstand von Gamal Abdel Nasser stieß, musste Ahmad Mohammad Numan am 28. Juni 1965 zurücktreten. Zwar wurde Hassan al-Amri wieder eingesetzt, doch führte dieser Wechsel dazu, dass viele Führer (alle von ihnen Teilnehmer an der Khamir-Konferenz), zu denen neben Sheikh Numan ibn Qaid ibn Rajih und Sheikh Sinan Abu Luhum vom Stamme der Bakil auch Sheikh Abdullah gehörte, ins Exil in das Emirat Baihan gingen.
Auch nach dessen Ermordung blieb Sheikh Abdullah den Forderungen al-Zubairis nach einer gegen Rückwärtsgewandtheit und Fanatismus gerichteten, auf den Grundsätzen der Sharia beruhenden politischen Reform treu. Er gehörte zu den Kräften, denen es nach dem Abzug der ägyptischen Verbündeten und dem Sturz as-Sallals im Rahmen der Korrekturbewegung am 5. November 1967 gelang, die September-Revolution vor dem Zusammenbruch zu bewahren und einen dreiköpfigen Präsidentschaftsrat unter Abdul Rahman al-Irianis Vorsitz zu bilden. Im Winter 1967/68 gelang es schließlich auch mit Hilfe von Sheikh Abdullah, die siebzig Tage andauernde royalistische Blockade der Hauptstadt Sanaa durch Beeinflussung der von den Royalisten gekauften Stämme zu beenden. Auch ist es auf sein politisches Gewicht zurückzuführen, dass sich im Gegensatz zu der Entwicklung in der Demokratischen Volksrepublik Jemen (Südjemen) kein linkes und kommunistisches Gedankengut in der Arabischen Republik Jemen durchsetzen konnte.
Als sich unter Vermittlung Saudi-Arabiens eine Versöhnung mit kompromissbereiten Konservativen und ein Ende des Bürgerkriegs abzeichneten, wurde Sheikh Abdullah Ende 1969 zum Präsidenten der Nationalversammlung der Arabischen Republik Jemen gewählt und beauftragt, eine neue Verfassung zu erarbeiten. Schließlich übernahm er von 1970 bis 1975 das Amt des Präsidenten des „Obersten Rates“ (Majlis al-shura) und war in den folgenden Jahren als Innenminister Mitglied verschiedener Regierungen. Nachdem eine Vereinigung mit dem Südjemen 1972 gescheitert war und wirtschaftliche und soziale Probleme zunahmen, wurde Sheikh Abdullah zu einem der führenden Kritiker der politischen Krise. Um eine weitere Eskalation zu vermeiden, beteiligte er sich an der sog. „Korrekturbewegung“. Er unterstützte den Sturz von Präsident al-Iriani am 13. Juli 1974 und betrieb die friedliche Machtübergabe an einen militärischen Kommandorat unter Oberst Ibrahim al-Hamdi. Als kurz darauf im Kommandorat ein lange schwelender Streit zwischen traditionalistischen Stammesvertretern und progressiven Offizieren ausbrach, wurde der „Oberste Rat“ (Majlis al-shura), dessen Vorsitzender Sheikh Abdullah war, aufgelöst. Er zog sich daraufhin im Oktober 1975 mit anderen Sheikhs der Hashid nach Khamir zurück. Der Streit führte im Oktober 1977 zur Ermordung al-Hamdis. Auch dem Nachfolger Ahmad al-Ghashmi gelang es nicht, die Stämmen und den Südjemen zu versöhnen; er wurde seinerseits im Juni 1978 ermordet. Schließlich beendete Ali Abdullah Saleh, der Militärgouverneur von Taiz, der als Nachfolger von al-Ghashmi zum Präsidenten gewählt wurde, mit Hilfe der nördlichen Stämme und mit finanzieller Unterstützung von Saudi-Arabien den Streit mit dem Süden.

### Oberster Rat
1979 wurde Sheikh Abdullah wieder Mitglied des „Obersten Rates“ (Majlis al-shura) und übernahm von 1982 bis zur Wiedervereinigung des Landes 1990 einen Sitz im Ständigen Ausschuss der Regierungspartei Allgemeiner Volkskongress.
Im Zuge der Vereinigung 1990 der Jemenitischen Arabischen Republik (Nordjemen) und der Demokratischen Volksrepublik Jemen (Südjemen) und nach Einführung des Mehrparteiensystems, gründete er die Jemenitische Sozialistische Partei (Islah Partei) und übernahm deren Vorsitz. Die Islah-Partei (Jemenitische Reformpartei), die Gelehrte, Sheiks, Intellektuelle, Geschäftsleute, Jugendliche und arbeitende Frauen aus den unterschiedlichsten Schichten der Bevölkerung zu einer Volkspartei vereint, sieht sich selbst als Vertreterin eines gemäßigten Islams und als Anwalt der Anliegen der jemenitischen Stämme. Die Partei setzte sich auch nach dem erneuten Bürgerkrieg von August 1993 – Juli 1994 für die Fortsetzung der Einheit des Landes ein.
Bei den ersten freien Wahlen der Republik Jemen im Jahre 1993 wurde Sheikh Abdullah in das neue Parlament und am 15. Mai 1993 als Oppositionsführer zum Präsidenten des jemenitischen Parlaments gewählt. In diesem Amt wurde er nach den Wahlen 1997 und 2003 bis zu seinem Tode immer wieder bestätigt.

### Tod
Sheikh Abdullah al-Ahmar starb am 29. Januar 2007 nach einer Reihe von Erkrankungen, zu denen auch Verletzungen am Brustkorb und an Armen und Beinen gehörten, die er sich 2004 bei einem Autounfall im Senegal zugezogen hatte, in einem Krankenhaus in Riad, Saudi-Arabien, an Krebs.
Er wird von vielen als einer der wichtigsten und einflussreichsten jemenitischen Politiker seiner Zeit bezeichnet. Es gibt jedoch auch kritische Stimmen. Nach seinem Tod hat sein Sohn Sadiq al-Ahmar die Führung der Haschid-Stammeskonföderation übernommen.